# Muğanlı (Şamaxı)
Muğanlı è un comune dell'Azerbaigian situato nel distretto di Şamaxı. Conta una popolazione di 1 061 abitanti.